# کورتریک
شهر کورتریک (به هلندی: Kortrijk) در شهرستان کورتریک در استان فلاندری غربی در منطقه فلاندری در کشور بلژیک واقع شده‌است.

## نگارخانه

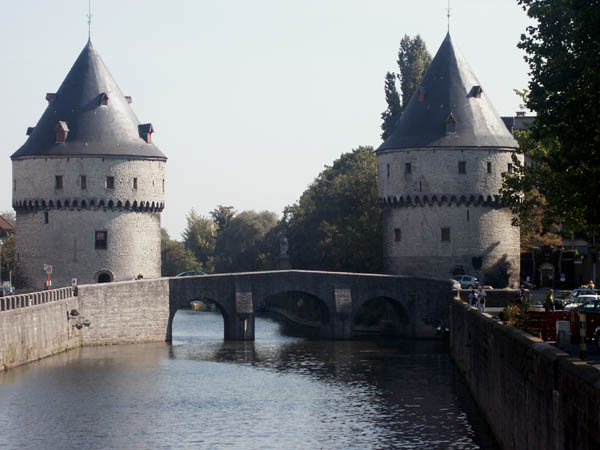
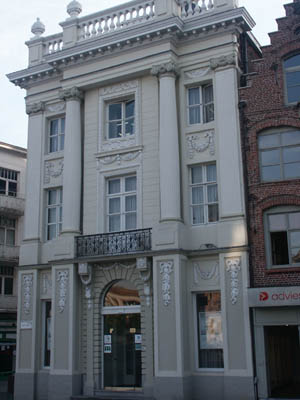
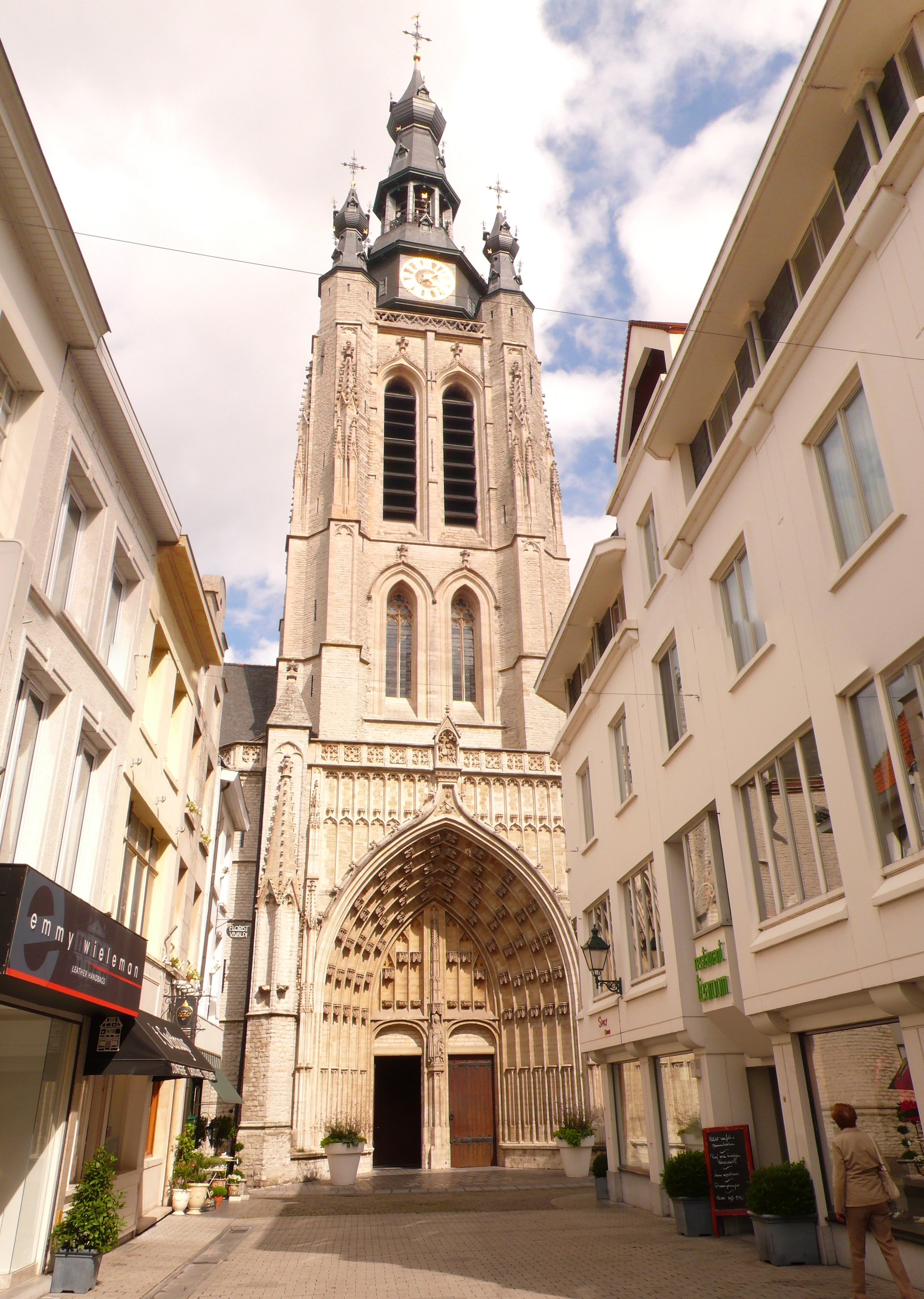
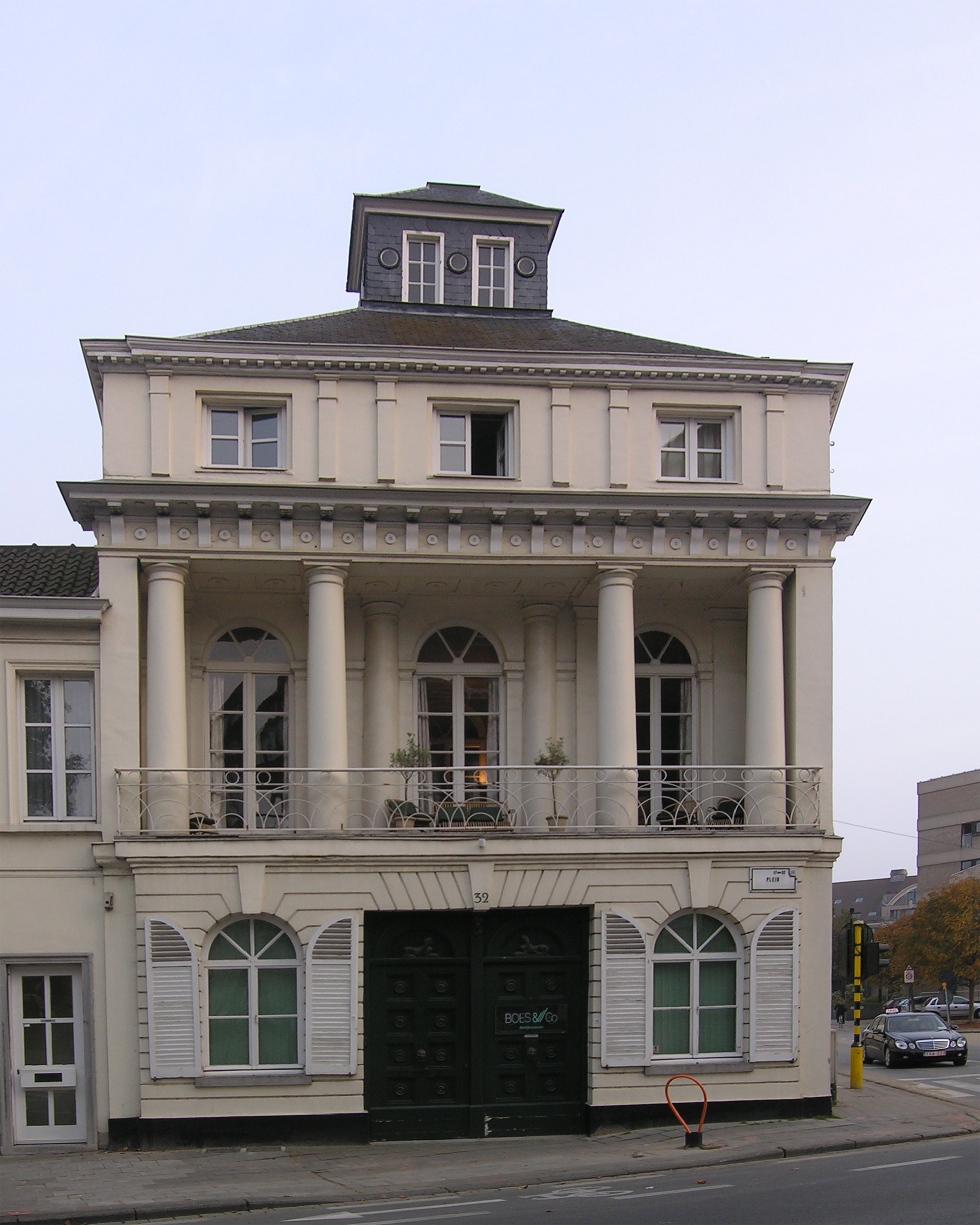
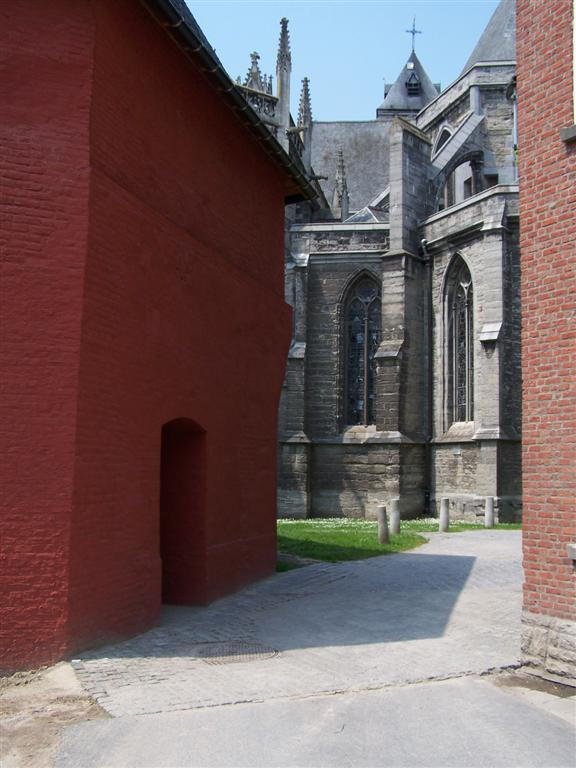
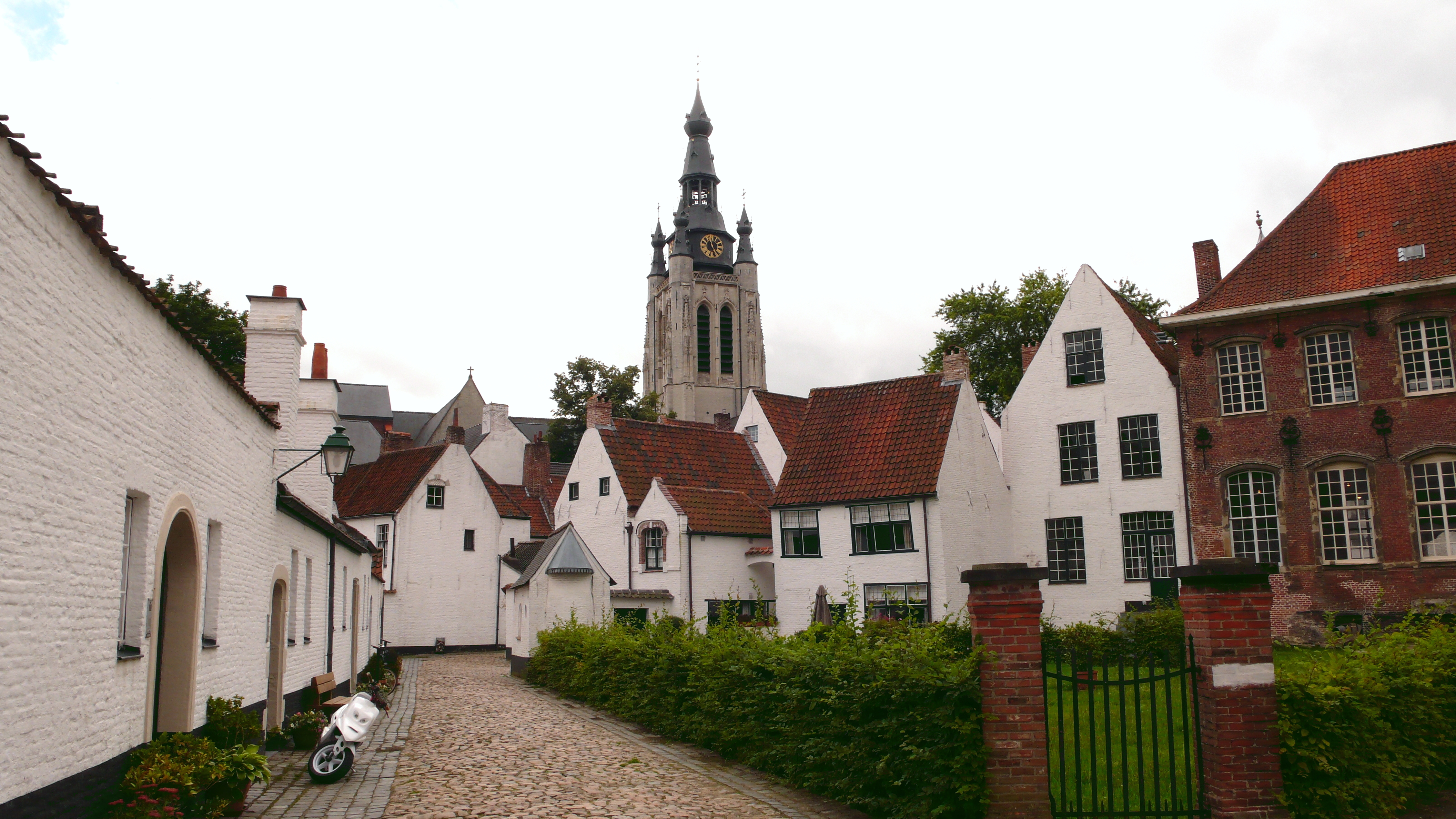
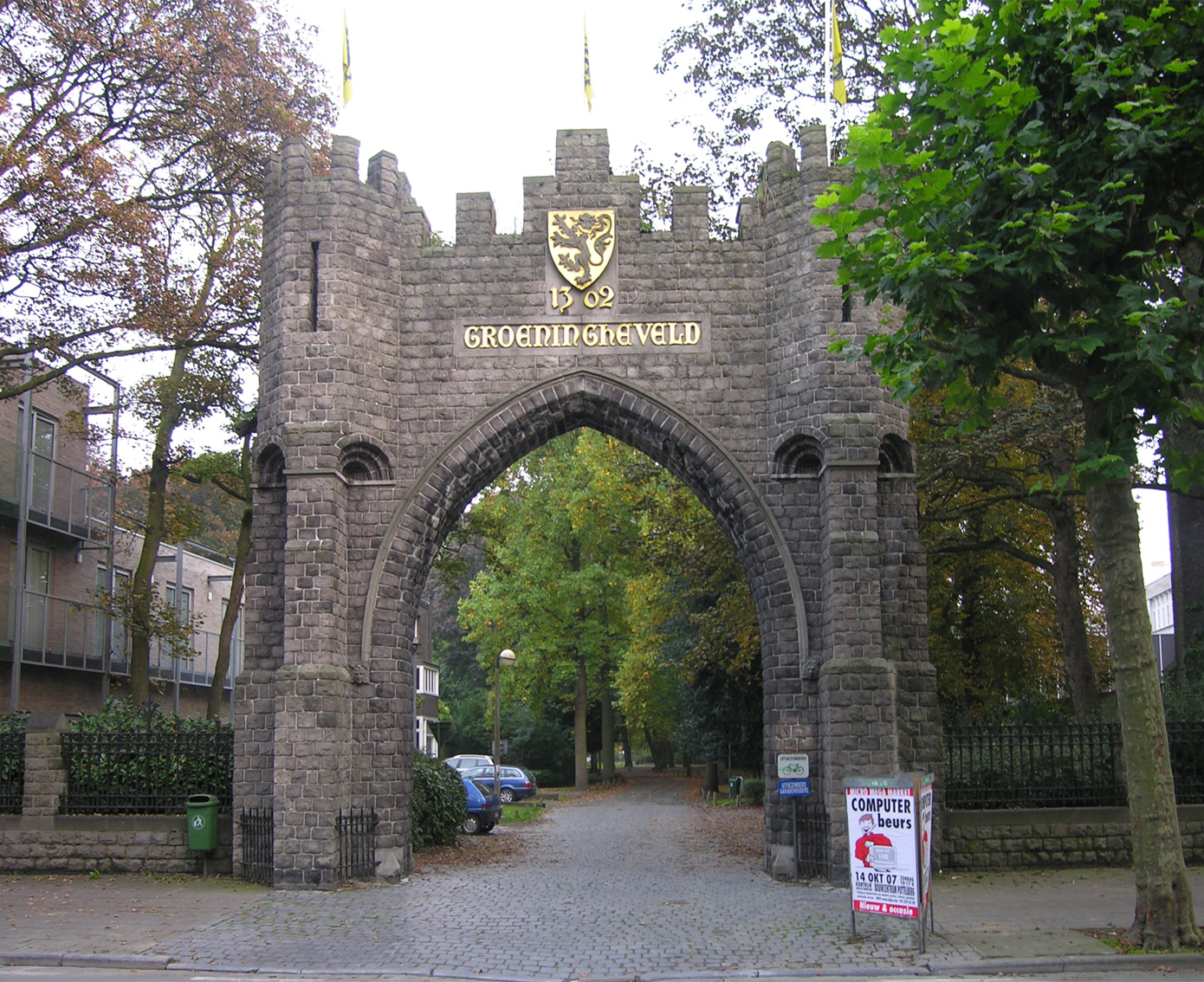
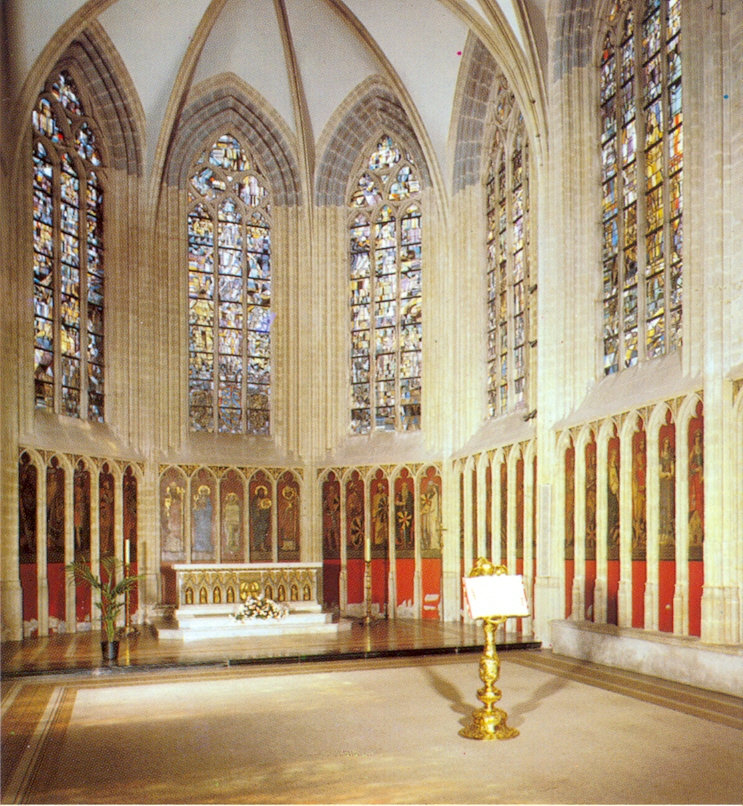
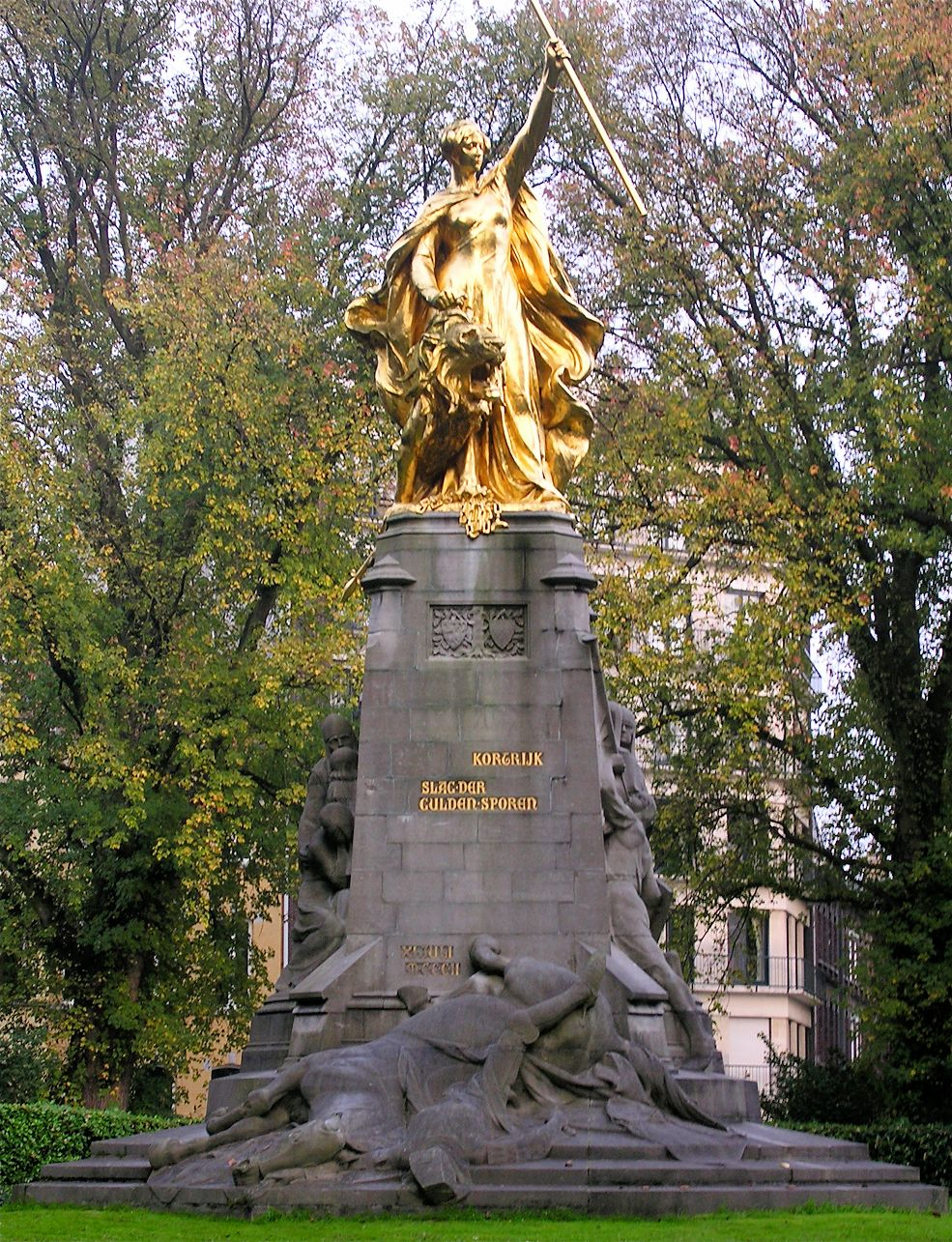
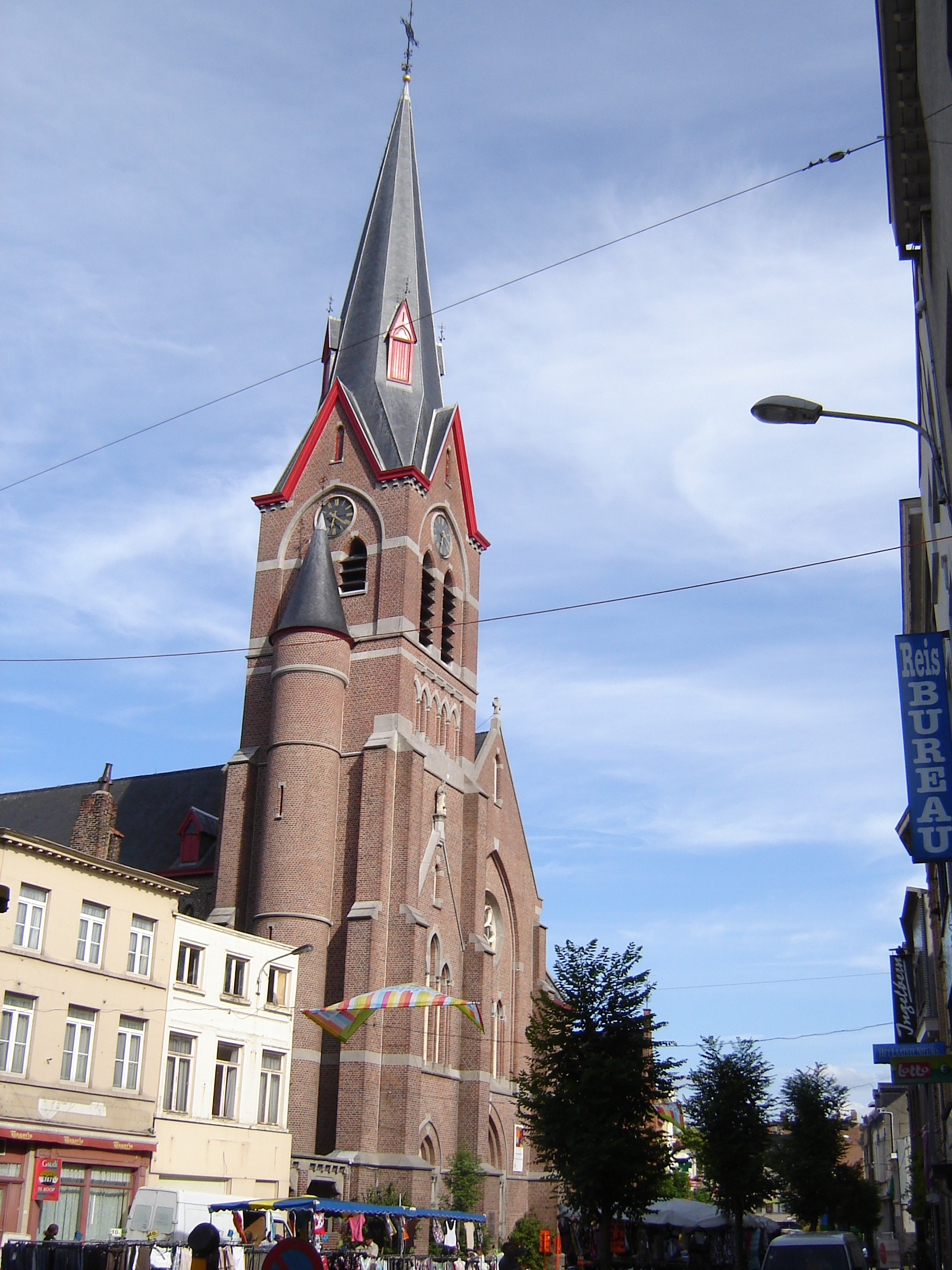
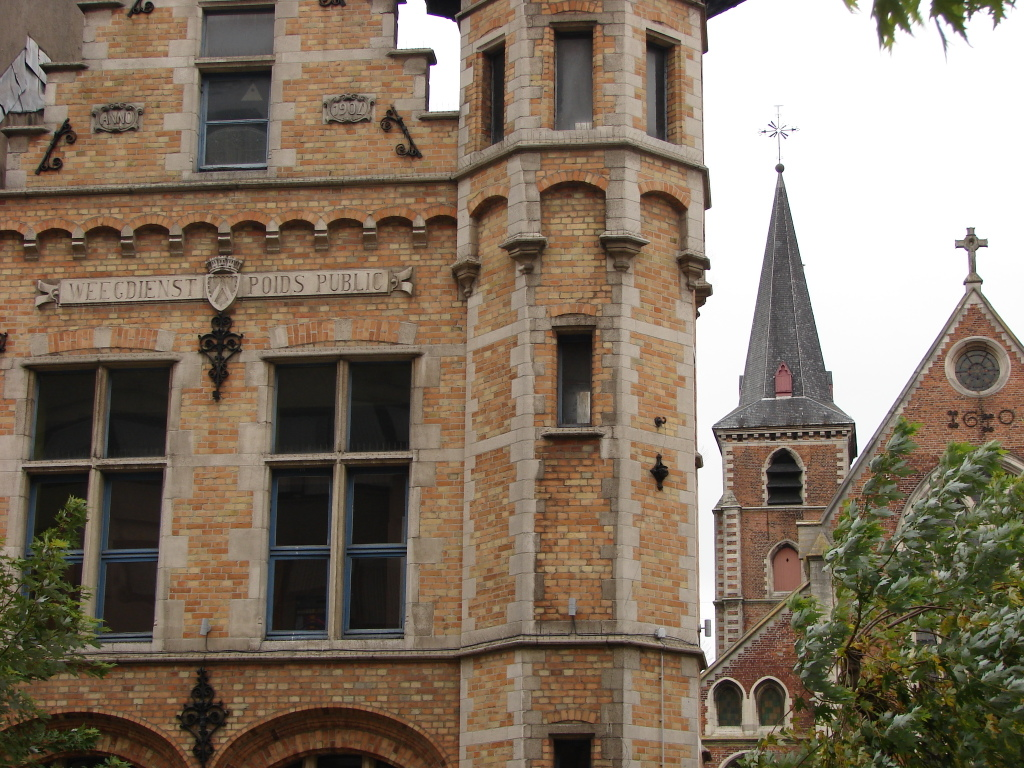
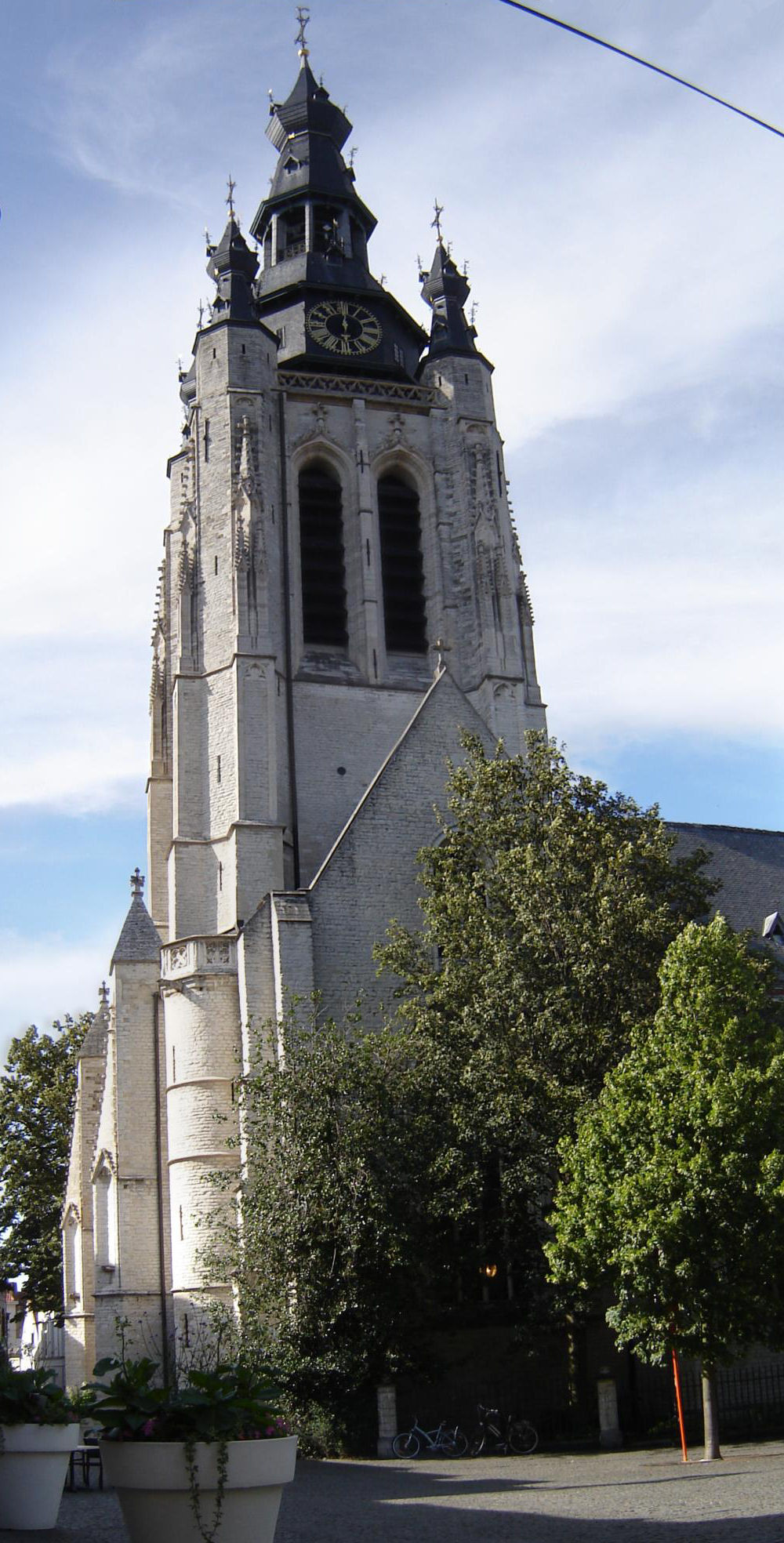